# 胃肠道癌
胃肠道癌（英語：Gastrointestinal cancer）是指發生在消化道和消化系统的恶性腫瘤病变，這些位置包括食道、胃、胆道系统、胰腺、小肠、大肠、直肠和肛门。病人的症状与受影响的器官有关，這些症狀包括梗阻（导致吞咽或排便困难）、异常出血或其他相关问题。胃肠道癌诊断通常需要进行內視鏡檢，然后对可疑组织进行活检。治疗方法則取决于肿瘤的位置，以及癌细胞的类型和它是否已经侵入其他组织或扩散到其他地方。这些因素也决定了预后的好坏。
总體而言，消化道和消化系统（胰腺、肝脏、胆囊）出現癌症的機率較人体其他地方高，因罹患這些部位癌症而病逝的人数亦較多，而且部分胃肠道癌症的发病率還存在着明显的地域差异。2018年的统计显示全世界大约有480万新增的胃肠道癌病例，累计死亡高达340万例，主要以结肠癌、胃癌和肝癌为主。